# Isola Vicentina
Isola Vicentina é uma comuna italiana da região do Vêneto, província de Vicenza, com cerca de 8.034 habitantes. Estende-se por uma área de 26 km², tendo uma densidade populacional de 309 hab/km². Faz fronteira com Caldogno, Castelgomberto, Cornedo Vicentino, Costabissara, Gambugliano, Malo, Villaverla.